# 费涅弗
费涅弗，是匈牙利杰尔-莫雄-肖普朗州所辖的一个村。总面积29.65平方公里，总人口116，人口密度3.9人/平方公里（2011年1月1日）。